# ラグー・ナポレターノ
ラグー・ナポレターノ（伊: ragù napoletano、「ナポリ風ラグー」）は、調理が複雑で、非常に長時間がかかることから日常的にはあまり普及していないにもかかわらず、ナポリ料理でもっともよく知られている調味料。
これらの理由およびその他の理由から、牛肉をサンマルツァーノ・トマトとともにじっくりと煮込んだナポリ風ラグーは代表的な祝祭日の料理となっている。

## 特徴
ラグーはもともとは日曜日のメインの料理で、ソースはパスタの味付けとしてプリモ・ピアットとして、肉はセコンド・ピアットとして食べられた。肉の種類はさまざまで、地域によっても異なっていた。また、肉はミンチにするのではなく500gから1kg程度の塊り肉として調理され、大きなステーキのようにカットしてさまざまな材料（レーズン、松の実、チーズ、サラミないしラード、ナツメグ、パセリ）を詰めて紐で結ばれる。一般的に牛肉（調理に時間がかかる価値の低い部位）と豚肉を混ぜて使用される。牛肉（肩肉またはランプ肉）、豚のスペアリブ（トラッキエ）、巻いた豚皮（コティカ）、肉団子、ニンニク、パセリ、松の実、レーズン、チーズキューブを詰めて巻いた牛肉（ブラチョーラ）なども使われる。
伝統的に、ナポリ風ラグーの調理は土曜日の夜でなければ早朝に開始されるが、これはパスタに味付けする前に低温でソースを煮詰めてクリームのようにする必要があるからである。ナポリ風ラグーの多くのバリエーションでは、スプーン1杯のトマトペーストも使用される。

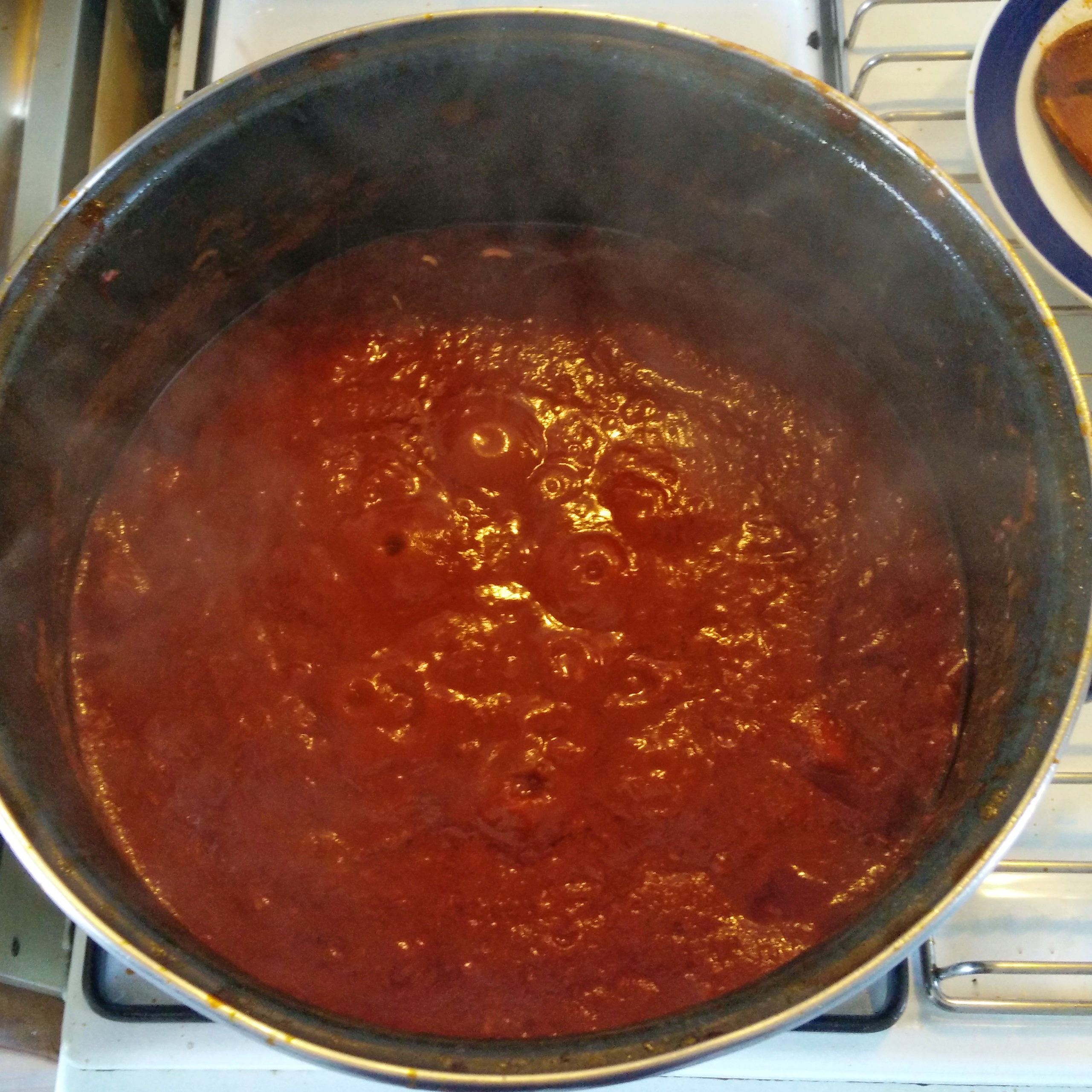
ナポリ風ラグーの鍋

## レシピ
ラグーは、おいしく作るために非常に長い時間を要するため調理は容易ではない。今日では、肉はトマトソースの中で調理される。かつては炭火ストーブを使って、少なくとも6時間は調理された。
銅鍋が使用され、木匙で混ぜられる。ナポリ風ラグーは代表的な日曜日の料理であるとともに、例えば、ナポリではカーニバル期間中に大量の材料を使って作られる典型的なラザニアなどのそのほかの同じようにおいしい料理のベースとなっている。

### 原材料（4人分）[4]
- 牛肉：600g
- ポークリブ：2切れ
- 豚もも肉：500g
- 玉ねぎ：1個
- 赤ワイン：グラス半分
- トマトピュレ：2リットル
- トマトペースト：小さじ1
- オリーブ油
- バジル
- 味付け用の塩

### 調理[4]
- 肉を食べやすい大きさに切る
- 玉ねぎをスライスして大きな鍋でソテーする
- 肉を加えてすべての面に焼き色を着けたら赤ワインを加える
- トマトペーストを加えて溶かす
- トマトピュレを加える
- 塩で味を整えて低温でぐつぐつ言うまで煮詰める
- 隙間を開けて鍋蓋をして、焦げ付かないように混ぜながら6時間煮込む。水分が飛びすぎたら水を足す
- パスタに添えて供する